# Course Rating und Slope
Als Course- und Slope-Rating bezeichnet man die Einstufung der Schwierigkeit eines Golfplatzes.
Der CR-Wert  bezeichnet die Schlagzahl, die ein sehr guter Golfspieler für eine Runde auf diesem Platz brauchen sollte. Er wird auf eine Stelle nach dem Komma gerundet.
Der Slope-Wert gibt eine relative Steigerung der Schwierigkeit für schlechtere Golfspieler an.
Mittels beider Werte können Ergebnisse unterschiedlich guter Golfspieler auf unterschiedlichen Plätzen zueinander in Relation gesetzt werden.

## Course-Rating-Wert
Als Course-Rating-Wert (CR-Wert) bezeichnet die USGA die durchschnittliche Anzahl von Schlägen, die ein Scratch-Golfer (Handicap ungefähr 0) bei normalem Kurszustand und Wetterbedingungen auf dem Platz benötigt.
Dieser Wert kann vom Par-Wert, der für 18 Löcher meistens zwischen 68 und 73 liegt, um mehrere Schläge abweichen. Turnierplätze haben in der Regel ein Course Rating von 71, 72 oder 73.

## Bogey-Rating-Wert
Der Bogey-Rating-Wert (BR-Wert) drückt die Schwierigkeit eines Golfplatzes für den Bogey-Golfer (Handicap 20 für Herren, Handicap 24 für Damen) aus.
Im Gegensatz zu Course-Rating und Slope wird das Bogey-Rating nicht explizit ausgewiesen, sondern ist nur eine Bezugsgröße zur Berechnung des Slope-Wertes.

## Slope-Wert
Um Spieler, die ihr Handicap auf einem relativ leichten Platz erworben haben, mit Spielern zu vergleichen, die ihres auf einem relativ schweren Platz erworben haben, existiert für Golfplätze der sogenannte Slope-Wert. Er beschreibt die Relation der Schwierigkeit zwischen dem Scratch-Golfer (CR-Wert) und Bogey-Golfer (BR-Wert). Er gibt daher das Verhältnis zum Scratch-Golfer wieder und keine Anzahl von Schlägen und keinen Schwierigkeitsgrad.
Dieser Wert kann von 55 (leicht) bis 155 (schwer) gehen. Ziel dieser Ratings ist es, ein möglichst faires und vergleichbares Spiel auf jedem Platz zwischen Spielern unterschiedlicher Spielstärke zu gewährleisten. Bei einem durchschnittlich schweren Golfplatz geht man von einem Slope-Wert von 113 aus.
Anhand von CR- und BR-Wert und zwei durch die USGA festgelegte Konstanten für Herren und Damen wird der Slope-Wert wie folgt berechnet:
Herren: {\displaystyle {\mbox{Slope Rating}}={\mbox{5,381}}\cdot ({\mbox{Bogey Rating}}-{\mbox{Course Rating}})}
Damen: {\displaystyle {\mbox{Slope Rating}}={\mbox{4,240}}\cdot ({\mbox{Bogey Rating}}-{\mbox{Course Rating}})}

## Anwendung
Verwendung finden die Werte beim Spiel einer Spielerin auf einem bestimmten Platz. Vor dem Spiel wird ihr Handicap für den gespielten Platz umgerechnet und nach dem Spiel wird ihr Spielergebnis so umgerechnet, dass es mit einem Spiel auf anderen Plätzen vergleichbar ist.
Im World Handicap System wird vor dem Spiel das Course Handicap berechnet:
{\displaystyle {\mbox{Course Handicap}}={\mbox{Handicap Index}}\cdot {\frac {\mbox{Slope Rating}}{113}}+{\mbox{Course Rating}}-{\mbox{Par}}}
Da sich hiermit für jeden Platz (Abschlagfarbe, Herren/Damen, volle 18-Löcher/vordere 9-Löcher/hintere 9-Löcher) ein anderes Course Handicap berechnet, hängen am Club-Haus Course-Handicap-Tabellen (ehemals Spielvorgabentabellen) aus, aus denen man anhand des Handicap Index der Spielerin das Course Handicap (ehemals Spielvorgabe) leichter ablesen kann.
Nach dem Spiel wird aus dem Spielergebnis der Score Differential berechnet:
{\displaystyle {\mbox{Score Differential}}=({\mbox{gewertetes Bruttoergebnis}}-{\mbox{Course Rating}}-{\mbox{Course Rating Korrektur}})\cdot {\frac {113}{\mbox{Slope Rating}}}}

### EGA/DGV (bis 2020)
Bis Dezember 2020 galt dies entsprechend auch für die Spielvorgabe im DGV-Vorgabensystem:
{\displaystyle {\mbox{Spielvorgabe}}={\mbox{Stammvorgabe}}\cdot {\frac {\mbox{Slope Rating}}{113}}-{\mbox{Course Rating}}+{\mbox{Par}}} (gültig bis 2020 in Deutschland, beachte negative Werte)
Nach dem Spiel ergab sich im DGV-Vorgabesystem eine Veränderung der Stammvorgabe aus seinem Spielergebnis.

## Alternativen
Im Gegensatz zum noch in England gebräuchlichen „Standard Scratch Score (SSS)“, der nur die Länge eines Platzes berücksichtigt, erfasst das Course Rating auch folgende Erschwernisfaktoren: Topographie, Roll des Balls (Härte des Bodens), Fairwaybreite, Grüngröße, Grünanspiel, Bunker, Wasser, Aus bzw. extremes Rough, Bäume und Grünoberfläche.